# Archaeoprepona amphimachus
Archaeoprepona amphimachus, a prepona branca-manchada é uma borboleta da família Nymphalidae. É encontrada do México à Bolívia. Encontra-se em florestas tropicais e florestas decíduas úmidas em altitudes entre o nível do mar e cerca de 1.500 metros.
Alguns autores consideram Archaeoprepona amphimachus  ser uma subespécie de Archaeoprepona meandro.
A envergadura é 50-58 mm para a ssp. amphiktion.
Os adultos alimentam a sapa de seiva e também atendem a carniça, estrume e frutas podres no chão da floresta. A borboleta prepona é a mais rápida de borboleta na floresta. Ela pode voar entre 30 a 50 km / h.

## Subespecies
- Archaeoprepona amphimachus amphimachus
- Archaeoprepona amphimachus pseudmeander (Brasil)
- Archaeoprepona amphimachus amphiktion (Honduras, México)
- Archaeoprepona amphimachus symaithus (Equador, Bolívia, Brasil)
- Archaeoprepona amphimachus baroni (México)